# Автоматизированная система обеспечения законодательной деятельности
Автоматизированная система обеспечения законодательной деятельности (АСОЗД) — федеральная государственная информационная система, целью которой является информационное обеспечение деятельности депутатов Государственной думы России и сенаторов России.

## Описание
АСОЗД предоставляет возможность пользователям системы получать информацию о ходе законодательного процесса и сами тексты законопроектов, законов и иных связанных с ними документов.

### Первая очередь
Первая очередь, функционирующая с марта 1997 года в режиме опытной, а июня 2001 года — в режиме постоянной эксплуатации, требовала установки на рабочее место программного обеспечения Lotus Notes. С момента введения в строй второй очереди больше не используется.

### Вторая очередь
Вторая очередь используется с июля 2006 года. Она функционирует на том же программном обеспечении Lotus Notes, но позволяет работать через веб-браузер, что отменяет необходимость установки специального программного обеспечения на каждый компьютер, используемый для работы с системой.
На основе второй очереди в интранете Государственной думы был создан портал «Законодательная деятельность».
Доступ ко всей информации в системе свободный, возможность редактирования информации в системе открывается после авторизации.

## История создания
В 1994 году был подготовлен документ под названием «Описание законодательной процедуры», который по сути стал техническим заданием на разработку АСОЗД.
5 марта 1997 года было выпущено распоряжение руководителя аппарата Государственной думы № 2-9, которое утвердило порядок эксплуатации АСОЗД первой очереди.
29 июня 2001 года было выпущено распоряжение Руководителя Аппарата Государственной Думы № 2-75 «О вводе в действие первой очереди Автоматизированной системы обеспечения законодательной деятельности Государственной Думы».
26 июля 2006 года было выпущено распоряжение Руководителя Аппарата Государственной Думы «О вводе в опытную эксплуатацию второй очереди Автоматизированной системы обеспечения законодательной деятельности» № 2-228.
21 июля 2017 года было выпущено распоряжение Руководителя Аппарата Государственной Думы № 2-96 «Об опытной эксплуатации в Государственной Думе Федерального Собрания Российской Федерации Системы обеспечения законодательной деятельности единой государственной автоматизированной системы «Законотворчество», которая заменила АСОЗД.

## Используемые технологии
В качестве серверной операционной системы используется MS Windows 2003 Server Enterprise Edition R2, а в качестве СУБД — IBM Lotus Notes/Domino.

## Интересные факты
- 9 октября 2007 года из-за технической ошибки в АСОЗД депутат Государственной думы В. В. Жириновский отображался как член партии Справедливая Россия вместо возглавляемой им партии ЛДПР. Ошибка была исправлена в течение нескольких минут[7].
- В июле 2010 года на сайт АСОЗД попал документ Microsoft Word, заражённый вирусом, из-за чего сайт был отмечен поисковой системой Яндекс как вредоносный. Заражённый документ был оперативно удален с сайта, и Яндекс убрал сайт из списка вредоносных[8].